# Розамунд Пајк
Розамунд Мери Елен Пајк (енгл. Rosamund Mary Ellen Pike; 27. јануар 1979) енглеска је глумица.
Пажњу светске јавност привукла је улогом Бондове девојке Миранде Фрост у филму Умри други дан из 2002. године. Ово је уједно била њена прва филмска улога и донела јој је награду Емпајер за најбољег новајлију. Пајк је потом наступила у адаптацији романа Гордост и предрасуде Џоа Рајта и драми Неодољиви развратник, за коју је освојила Британску независну филмску награду за најбољу споредну глумицу. Улоге у филмовима Образовање (2009) и Произведено у Дагенхаму (2010) донелу су јој још две номинације за исто признање. Такође је наступила у блокбастерима Џони Инглиш: Поново рођен (2011), Гнев титана и Џек Ричер (2012).
Најзначајнију улогу у досадашњој каријери остварила је у трилеру Ишчезла Дејвида Финчера из 2014, који јој је донео награде бројних удружења филмских критичара и номинације за Оскара, Златни глобус, БАФТУ и Награду Удружења глумаца за најбољу глумицу у главној улози.

## Филмографија
| Улоге  |                               |                           |                     | |
| Година | Српски назив                  | Изворни назив             | Улога               | Напомена |
| 1998.  | Брак на енглески начин        | A Rather English Marriage | Силија              | ТВ |
| 1999.  | Супруге и кћери               |                           | леди Харијет Камнор | мини-серија |
| 2000.  | Процес и казна                |                           | Луси                | ТВ серија |
| 2001.  | Љубав у хладној клими         |                           | Фани                | мини-серија |
| 2002.  | Фојлов рат                    |                           | Сара Бомонт         | |
| 2002.  | Умри други дан                |                           | Миранда Фрост       | Награда Емпајер за најбољег новајлију |
| 2002.  | Бондове девојке су вечне      |                           | себе                | ТВ документарни |
| 2002.  | Хичкокова плавуша             |                           | Плавуша             | представа |
| 2004.  | Обећана земља                 |                           | Роуз                | |
| 2004.  | Неодољиви развратник          |                           | Елизабет Малет      | Британска независна филмска награда за најбољу глумицу у споредној улози |
| 2005.  | Гордост и предрасуде          |                           | Џејн Бенет          | |
| 2005.  | Зла коб                       |                           | Саманта Грим        | |
| 2006.  | Лето и дим                    |                           | Алма Вајнмилер      | представа |
| 2007.  | Пукотина                      |                           | Ники Гарднер        | |
| 2007.  | Успомене једног бегунца       |                           | Алекс               | |
| 2009.  | Образовање                    |                           | Хелен               | номинација - Награда Удружења филмских глумаца за најбољу филмску поставу номинација - Британска независна филмска награда за најбољу глумицу у споредној улози |
| 2009.  | Ђаво кога знаш                |                           | Зои Хјуз            | |
| 2009.  | Сурогати                      |                           | Меги Грир           | |
| 2009.  | Палме у пламену               |                           | Дедра Давенпорт     | |
| 2010.  | Барнијева верзија             |                           | Миријам             | номинација - Награда Сателит за најбољу глумицу у споредној улози |
| 2010.  | Произведено у Дагенхаму       |                           | Лиса                | номинација - Британска независна филмска награда за најбољу глумицу у споредној улози |
| 2010.  |                               |                           | Дејзи               | глас |
| 2011.  | Џони Инглиш: Поново рођен     |                           | Кејт Самнер         | |
| 2011.  | Велика година                 |                           | Џесика              | |
| 2011.  | Заљубљене жене                |                           | Гудрун Брангвен     | ТВ |
| 2012.  | Гнев титана                   |                           | Андромеда           | |
| 2012.  | Џек Ричер                     |                           | Хелен Родин         | |
| 2013.  | Свршетак света                |                           | Сем Чејмберлен      | |
| 2014.  | Дуг пут до дна                |                           | Пени                | |
| 2014.  | Ишчезла                       |                           | Ејми Елиот-Дан      | Награда Удружења интернет филмских критичара за најбољу главну женску улогу номинација - Оскар за најбољу главну глумицу номинација - БАФТА за најбољу глумицу у главној улози номинација - Златни глобус за најбољу главну глумицу у играном филму (драма) номинација - Награда Удружења филмских глумаца за најбољу глумицу у главној улози номинација - Награда Удружења телевизијских филмских критичара за најбољу глумицу у главној улози номинација - Награда Сателит за најбољу глумицу у главној улози |
| 2014.  | Шта смо радили током празника |                           | Аби                 | |
| 2014.  | Хектор у потрази за срећом    |                           | Клара               | |
| 2015.  | Врати пошиљаоцу               |                           | Миранда Велс        | |
| 2016.  | Уједињено краљевство          |                           | Рут Вилијамс Хама   | |
| 2017.  | Човек са гвозденим срцем      |                           | Лина Хејдрих        | |
| 2017.  | Непријатељи                   |                           | Розали Квајд        | |
| 2018.  | Бејрут                        |                           | Сенди Краудер       | |
| 2018.  | Ентебе                        |                           | Бригит Кулман       | |
| 2018.  | Три секунде                   |                           | Вилкокс             | |
| 2020.  | Много ми је стало             |                           | Марла Грејсон       | |
| 2023.  | Солтберн                      |                           | Елспет Катон        | |